# Gladwyn
Gladwyn  è un nome proprio di persona inglese maschile.

## Varianti
- Maschili: Gladwin[1]

## Origine e diffusione
Nome di scarsa diffusione, che riprende il cognome inglese Gladwin, a sua volta derivato dal nome inglese antico Glædwine, attestato a partire dall'XI secolo; esso è composto dai termini glæd ("brillante", "luminoso") e wine ("amico", presente anche in Godwin, Edvino, Alvin e Vinfredo).

## Onomastico
Il nome è adespota, ossia privo di santo patrono; l'onomastico può essere eventualmente festeggiato il 1º novembre, giorno di Ognissanti.

## Persone
- Gladwyn Jebb, politico e diplomatico britannico
- Gladwyn Kingsley Noble, zoologo statunitense

### Variante Gladwin
- Gladwin Shitolo, calciatore sudafricano